# Gregor Samsa
Gregor Samsa è un personaggio immaginario protagonista del racconto La metamorfosi di Franz Kafka, pubblicato per la prima volta nel 1915. Il personaggio è un uomo che si risveglia il mattino trasformato in un gigantesco insetto. È il primo personaggio animale presente nell'opera di Kafka il quale impiegò in seguito spesso tale tipologia di personaggi come ad esempio in Indagini di un cane, Josephine la cantante o Il popolo dei topi e La tana.

## Caratterizzazione del personaggio
(Incipit de La Metaforfosi, Kafka)
Gregor Samsa è un commesso viaggiatore che vive con i genitori e la sorella. Un giorno si risveglia nelle sembianze di un enorme insetto, presentando difficoltà nello scendere dal letto, nell'eseguire i movimenti più semplici e nel parlare senza emettere strani versi.
I genitori, disgustati e spaventati dal nuovo aspetto del figlio, fanno di tutto per evitarlo. Soltanto sua sorella mostra compassione nei suoi confronti e si prende cura di lui, ma limitandosi alla pulizia della stanza (mentre Gregor si nasconde sotto al divano per non spaventarla) e lasciandogli del cibo a terra davanti alla porta. Il protagonista si accorgerà di aver cambiato gusti alimentari, preferendo al buon cibo degli avanzi in stato di decomposizione.
Gregor trascorre le giornate ascoltando i discorsi dei genitori attraverso i muri, conversazioni basate unicamente sul loro desiderio di liberarsi del figlio e sulla disperata situazione economica in cui sono precipitati visto che il protagonista ormai ha perso il lavoro. Il povero Gregor abbandonato al suo dolore finisce presto per sentirsi un peso per la sua famiglia, cadendo in uno stato di depressione che lo porterà a rifiutare il cibo, indebolendosi ogni giorno sempre di più.
Nel giro di poco tempo, per la gioia della sua famiglia, Gregor muore.
(Morte di Gregor Samsa)
La sua carcassa viene portata via e gettata come fosse spazzatura. Liberatisi del figlio, per la famiglia Samsa inizia una nuova vita piena di serenità e felicità.

## Interpretazione
Gregor Samsa appare allegoricamente sotto forma di orrido insetto per raffigurare l'alienazione dell'individuo nella famiglia e nella società. Egli rappresenta l'isolamento di ciò che esteticamente è diverso, nonché l'impossibilità di comunicare con gli altri. Il protagonista de La metamorfosi è anche l'emblema del pensiero di Kafka, ossia che l'uomo non ha potere sul proprio destino il quale è dominato da forze oscure che operano senza pietà, in modo malvagio e ingiusto, rendendo l'essere umano un colpevole senza colpa.

## Influenza culturale
- In un'edizione tedesca de La metamorfosi, edita nella traduzione italiana dall'Editrice Vitalis Verlag, è presente il sequel apocrifo scritto da Karl Brand, in cui Gregor viene ritrovato in una discarica e a poco a poco si ritrasforma in umano.[8]
- Un ulteriore prosieguo è nel racconto "Samsa innamorato", contenuto nella raccolta Uomini senza donne, dove lo scrittore giapponese Murakami Haruki immagina che Gregor Samsa si risvegli nuovamente tramutato in essere umano e s'innamori di una ragazza gobba.